# Ptolemaida-dinasztia

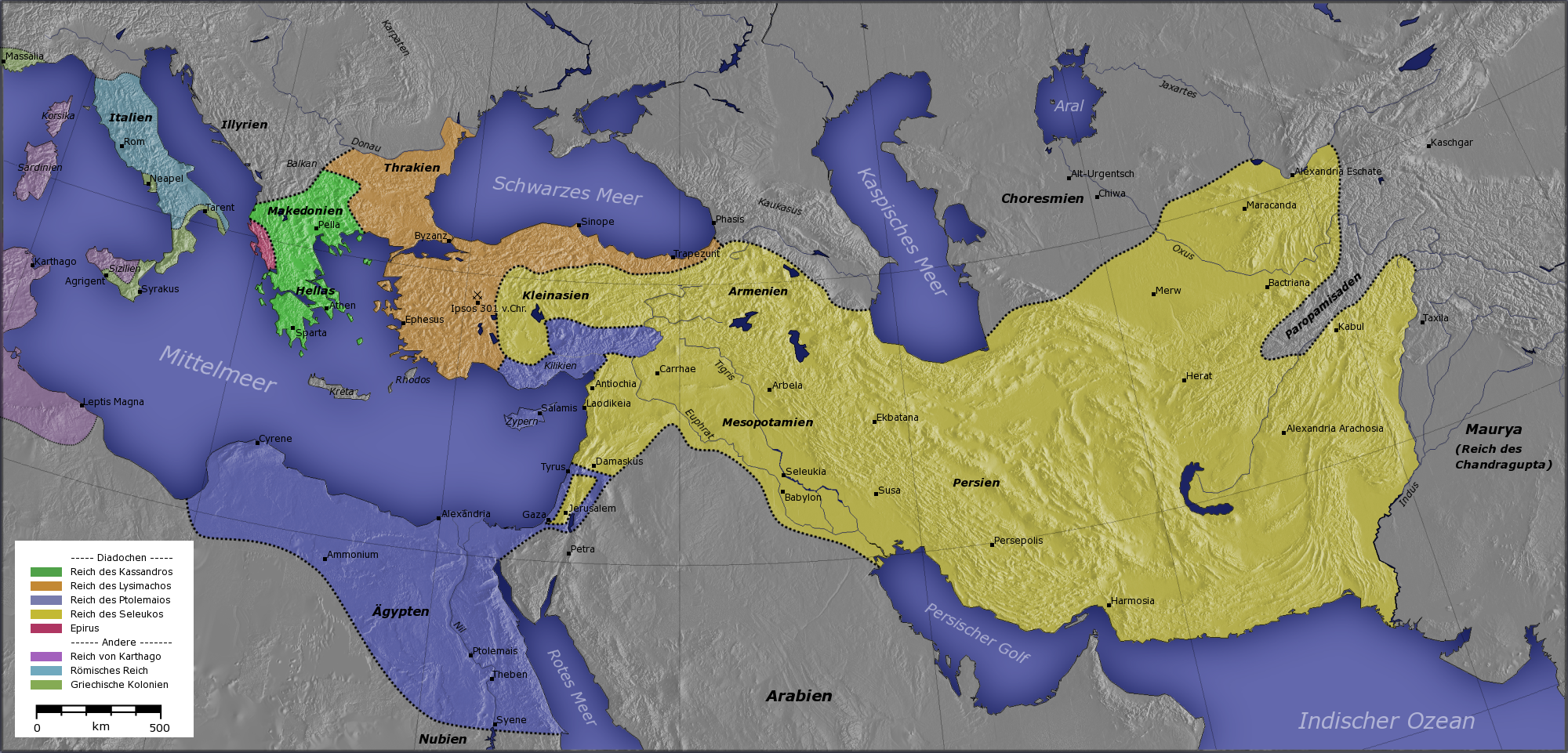
Az ókori világ felosztása Nagy Sándor halála után. Kékkel I. Ptolemaiosz állama látható. A ptolemaida Egyiptom volt a leghosszabb életű ősi állam, mivel a legtovább tudott ellenállni a római hódításnak. Bukásával Róma megszerezte az ország mérhetetlen erőforrásait és a nyugati világ egyértelmű urává válhatott

A Ptolemaida-dinasztia, másképpen Lagida-dinasztia vagy XXXIII. dinasztia hellenisztikus királyi család volt, mely majdnem 300 éven keresztül irányította az ókori Egyiptomot, Kr. e. 305–30-ig.

## Története
I. Ptolemaiosz, Lagosz fia egyike volt Nagy Sándor makedón tábornokainak. Kr. e. 323-ban Nagy Sándor halála előtt kinevezte Egyiptom satrapájának. Kr. e. 305-ben Ptolemaiosz fáraónak kiáltotta ki magát, majd fölvette a Szótér nevet, melynek jelentése megváltó. Az egyiptomiak hamar elfogadták a Ptolemaioszokat a független Egyiptom régi fáraóinak utódaként, mivel azok az ősi egyiptomi rítusok szerint uralkodtak és magukat is egyiptominak tekintették. A család uralta Egyiptomot a Kr. e. 30-as római hódításig. Ezt az időszakot óriási szellemi fejlődés és multikulturalizmus jellemezte, Alexandria a világ legnagyobb városa volt, a nyugat tudásának legfontosabb csomópontja.
A dinasztia férfiuralkodói közül mind a Ptolemaiosz nevet viselte. A ptolemaida királynőket és királynékat, akik közül jó néhány férje testvére volt, Kleopátrának, Arszinoénak vagy Berenikének nevezték. A leghíresebb királynő a dinasztia utolsó fáraója, VII. Kleopátra volt, aki többek között Julius Caesar és Pompeius közötti, később Octavianus és Marcus Antonius közötti politikai harcokban betöltött kiemelkedő szerepéről ismert. Öngyilkossága jelentette Egyiptom behódolását Róma előtt és a Ptolemaioszok uralkodásának végét Egyiptomban, egyben a független ókori Egyiptomi Birodalom bukását is.

## A dinasztia uralkodói
| Név                                           | Uralkodása                                                                                              | Házastársa                                                     | Megjegyzés                                                        |
| --------------------------------------------- | --- | -------------------------------------------------------------- | ----------------------------------------------------------------- |
| I. Ptolemaiosz Szótér                         | i. e. 305–282                                                                                           | (1) Artakama (2) Eurüdiké (3) I. Bereniké                      | Lagosz és Arszinoé fia, dinasztiaalapító                          |
| II. Ptolemaiosz Philadelphosz                 | i. e. 285–246                                                                                           | (1) I. Arszinoé (2) II. Arszinoé                               | I. Ptolemaiosz és I. Bereniké fia                                 |
| II. Arszinoé Philadelphosz                    | i. e. 275–268                                                                                           | (1) Lüszimakhosz (2) Ptolemaiosz Keraunosz (3) II. Ptolemaiosz | I. Ptolemaiosz és I. Bereniké lánya                               |
| III. Ptolemaiosz Euergetész                   | i. e. 246–222                                                                                           | II. Bereniké                                                   | II. Ptolemaiosz és I. Arszinoé fia                                |
| IV. Ptolemaiosz Philopatór                    | i. e. 222–204                                                                                           | III. Arszinoé                                                  | III. Ptolemaiosz és II. Bereniké fia                              |
| V. Ptolemaiosz Epiphanész                     | i. e. 204–180                                                                                           | I. Kleopátra                                                   | IV. Ptolemaiosz és III. Arszinoé fia                              |
| VI. Ptolemaiosz Philométór                    | i. e. 180–170 i. e. 163–145                                                                             | II. Kleopátra                                                  | V. Ptolemaiosz és I. Kleopátra fia                                |
| VII. Ptolemaiosz Neosz Philopatór             | i. e. 145 (II. Kleopátrával)                                                                            | –                                                              | VI. Ptolemaiosz és II. Kleopátra fia                              |
| VIII. Ptolemaiosz Euergetész „Phüszkón”       | i. e. 170–169 i. e. 169–163 i. e. 145–131 i. e. 127–116 (II. és III. Kleopátrával)                      | (1) II. Kleopátra (2) III. Kleopátra                           | V. Ptolemaiosz és I. Kleopátra fia Küréné királya (i. e. 163–145) |
| II. Kleopátra Philométór Szoteira             | i. e. 145 (VII. Ptolemaiosszal) i. e. 131–127 i. e. 124–116 (VIII. Ptolemaiosszal és III. Kleopátrával) | (1) VI. Ptolemaiosz (2) VIII. Ptolemaiosz                      | V. Ptolemaiosz és I. Kleopátra lánya                              |
| III. Kleopátra Euergetisz Philométór Szoteira | i. e. 127–101 (VIII. Ptolemaiosszal, II. Kleopátrával, IX. és X. Ptolemaiosszal)                        | VIII. Ptolemaiosz                                              | VI. Ptolemaiosz és II. Kleopátra lánya                            |
| IX. Ptolemaiosz Szótér „Lathürosz”            | i. e. 116–110 (III. Kleopátrával) i. e. 109–107 (III. Kleopátrával) i. e. 88–80                         | (1) IV. Kleopátra (2) Kleopátra Szelené                        | VIII. Ptolemaiosz és III. Kleopátra fia                           |
| X. Ptolemaiosz Alexandrosz                    | i. e. 110–109 (III. Kleopátrával) 107–88 (III. Kleopátrával)                                            | III. Bereniké                                                  | VIII. Ptolemaiosz és III. Kleopátra fia                           |
| III. (Kleopátra) Bereniké Thea Philopatór     | i. e. 80 (XI. Ptolemaiosszal)                                                                           | (1) X. Ptolemaiosz (2) XI. Ptolemaiosz                         | IX. Ptolemaiosz és Kleopátra Szelené lánya                        |
| XI. Ptolemaiosz Alexandrosz                   | i. e. 80 (III. Berenikével)                                                                             | III. Bereniké                                                  | X. Ptolemaiosz fia                                                |
| XII. Ptolemaiosz Neosz Dionüszosz „Aulétész”  | i. e. 80–58 i. e. 55–51                                                                                 | VI. Kleopátra                                                  | IX. Ptolemaiosz fia                                               |
| VI. Kleopátra Trüféna                         | i. e. 58–57 (IV. Berenikével)                                                                           | XII. Ptolemaiosz                                               | IX. Ptolemaiosz lánya                                             |
| IV. Bereniké Epiphaneia                       | i. e. 58–55 (VI. Kleopátrával)                                                                          | (1) VII. Szeleukosz (2) I. Arkhelaosz                          | XII. Ptolemaiosz XII és VI. Kleopátra lánya                       |
| VII. Kleopátra Tea Pilopatór                  | i. e. 51–30 (XIII., XIV. és XV. Ptolemaiosszal)                                                         | (1) XIII. Ptolemaiosz (2) XIV. Ptolemaiosz (3) Marcus Antonius | XII. Ptolemaiosz lánya                                            |
| XIII. Ptolemaiosz Theosz Philopatór           | i. e. 51–47 (VII. Kleopátrával)                                                                         | VII. Kleopátra                                                 | XII. Ptolemaiosz fia                                              |
| IV. Arszinoé                                  | i. e. 48–47 (ellenkirály VII. Kleopátrával és XIII. Ptolemaiosszal szemben)                             | –                                                              | XII. Ptolemaiosz lánya                                            |
| XIV. Ptolemaiosz Philopatór Philadelphosz     | i. e. 47–44 (VII. Kleopátrával)                                                                         | VII. Kleopátra                                                 | XII. Ptolemaiosz fia                                              |
| XV. Ptolemaiosz Caesarion                     | i. e. 44–30 (VII. Kleopátrával)                                                                         | –                                                              | VII. Kleopátra és Gaius Julius Caesar fia                         |

## A Ptolemaiosz-dinasztia más tagjai
- Ptolemaiosz Keraunosz (meghalt i. e. 279) – I. Ptolemaiosz Szótér legidősebb fia. i. e. 281-279 között Makedónia királya.
- Ptolemaiosz Apión (meghalt i. e. 96) – VIII. Ptolemaiosz Phüszkón fia, Kürenaika királya. Országát Rómára hagyományozta.
- Ptolemaiosz Philadelphosz (született i. e. 36) – Marcus Antonius és VII. Kleopátra fia.
- Ptolemaiosz (meghalt i. sz. 40) – II. Juba (Mauretania királya) és II. Kleopátra Szeléné fia, VII. Kleopátra unokája, Mauretania királya.